# Baie-Saint-Paul
Baie-Saint-Paul – miasto w Kanadzie, w prowincji Quebec, w regionie Capitale-Nationale i MRC Charlevoix. Leży u ujścia rzeki Rivière du Gouffre do Rzeki Świętego Wawrzyńca.
Liczba mieszkańców Baie-Saint-Paul wynosi 7 332. Język francuski jest językiem ojczystym dla 98,6%, angielski dla 0,1% mieszkańców (2006).